# Pothyne septemlineata
Pothyne septemlineata là một loài bọ cánh cứng trong họ Cerambycidae.